# Омъжи се за мен
„Омъжи се за мен“ (на английски: Marry Me) е американска романтична комедия от 2022 г. на режисьора Кат Койро, по сценарий на Джон Роджърс, Тами Сагхър и Харпър Дил. Базиран на графичния роман от Боби Кросби, във филма участват Дженифър Лопес като попзвездата Кат Валдез, която решава да се омъжи за непознат, който държи знака „Омъжи се за мен“ (Оуен Уилсън), след като научава, че нейният партньор (Малума) има афера. Джон Брадли, Сара Силверман и Клоуи Колман също участват в поддържащи роли.
Филмът е обявен през април 2019 г., докато Лопес и Уилсън са наети да участват, а Койро се присъединява в проекта като режисьор. Universal Pictures придобива правата за разпространение през юли 2019 г. Снимачния процес се състои в Ню Йорк Сити през октомври до ноември 2019 г. Едноименния саундтрак албум от Лопес и Малума също е продуциран.
Премиерата на филма е в Лос Анджелис на 9 февруари 2022 г. и е пуснат в Съединените щати театрално и самостоятелно достъпен в Peacock Premium на 11 февруари. Отменен е два пъти от оригиналната дата февруари 2021 г. по време на пандемията от COVID-19. Филмът получи смесени отзиви от критиците.

## Актьорски състав
| Актьор          | Роля                  |
| --------------- | --------------------- |
| Дженифър Лопес  | Каталина „Кат“ Валдез |
| Оуен Уилсън     | Чарли Гилбърт         |
| Малума          | Бастиан               |
| Джон Брадли     | Колин Калоуей         |
| Сара Силвърман  | Паркър Дебс           |
| Клоуи Колман    | Лу Гилбърт            |
| Мишел Буто      | Мелиса                |
| Стивън Уолъм    | Джонатан Питс         |
| Джамила Джамил  | Аника                 |
| Уткарш Амбдукар | Треньор Мани          |
| Брейди Нун      | Джордж                |

Хода Котб, Никол Суарез, Рики Гуиларт, Джими Фалън и Джъстин Силвестър се повяват като себе си.

## Продукция
През април 2019 г., става ясно, че Дженифър Лопес и Оуен Уилсън ще участват в романтичната комедия „Омъжи се за мен“. Кат Койро е предвиден да режисира, по сценарий на Джон Роджърс, Тами Сагхър и Харпър Дил, базиран на едноименния графичния роман от Боби Кросби, и разпространяван от STX Entertainment. През юли 2019 г., става ясно, че Universal Pictures ще разпространи филма вместо STX. В същия месец, Сара Силверман, Джон Брадли и Малума се присъединиха в актьорския състав на филма. Мишел Буто, Джамила Джамил и Клоуи Колман са добавени в състава през октомври. Снимачния процес започна в Ню Йорк Сити през октомври 2019 г. и завърши на 12 ноември.

## Пускане
Световната премиера се състои в Лос Анджелис на 9 февруари 2022 г. Пуснат е по кината на 11 февруари 2022 г. от Universal Pictures. Предишно е насрочен за 12 февруари 2021 г., но е отменен до 14 май 2021 г. по време на пандемията от COVID-19, докато е преместен на 11 февруари 2022 г. поради друга промяна в графика за пускане. Достъпен е за стрийминг във Peacock на същия ден.